# Abbie Hoffman

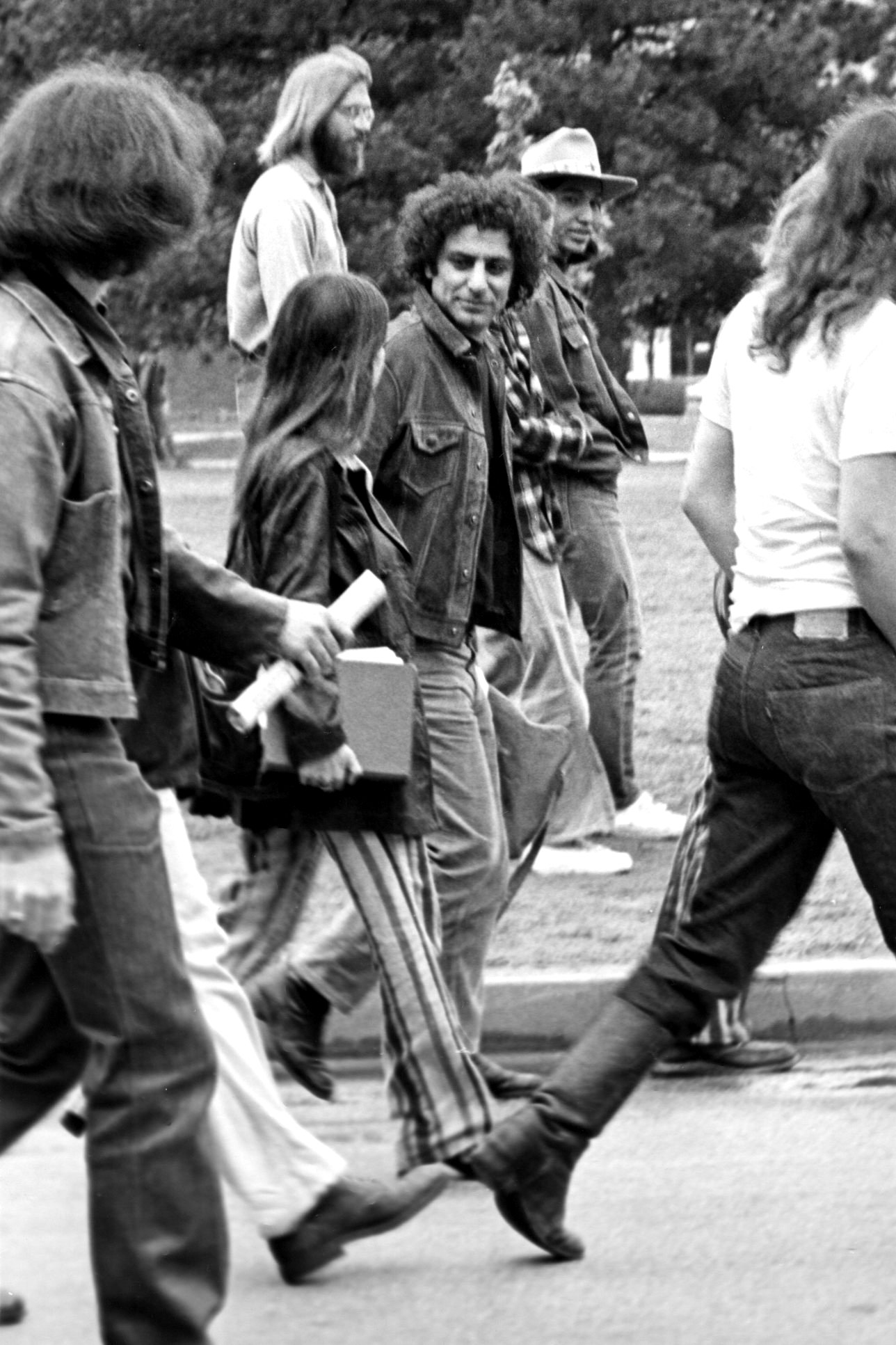
Abbie Hoffman gedurende een bezoek aan de universiteit van Oklahoma rond 1969

Abbott Howard "Abbie" Hoffman (Worcester, 30 november 1936 – New Hope, 12 april 1989) was een Amerikaans anarchistisch anti-oorlogs-activist. Hij behoorde tot de Chicago Seven, een groep van zeven personen die werden vervolgd wegens hun deelname aan gewelddadige protesten tijden de Democratische Conventie van 1968. Hij was mede-oprichter van de Youth International Party (Yippies). 
Hij werd bekend in de jaren 60, maar bedreef het meeste activisme in de jaren 70. Op het Woodstock-festival in 1969 onderbrak hij het optreden van The Who, om aandacht te vragen voor de gevangenschap van John Sinclair van de White Panther Party. Vanaf 1974 was hij op de vlucht voor de politie die hem zocht wegens het dealen van cocaïne. Nadat hij zich in 1980 aangaf, kreeg hij een jaar gevangenisstraf.
Hoffman, die in 1980 als manisch-depressief gediagnosticeerd was, overleed in 1989 op 52-jarige leeftijd door een overdosis van 150 fenobarbital-pillen. Het is nooit opgehelderd of dit een zelfmoord is geweest of een ongeluk. In de film Born on the Fourth of July, die acht maanden na zijn dood uitkwam, is Hoffman te zien in een figurantenrol als demonstrant. In Forrest Gump wordt Hoffman als karakter opgevoerd, sprekend op een manifestatie tegen de oorlog. De film Steal This Movie! uit 2000 handelt over het leven van Abbie Hoffman.